# آنتونینو دای
آنتونینو دای (انگلیسی: Antonino Daì؛ زادهٔ ۸ فوریهٔ ۱۹۸۴) بازیکن فوتبال است.
از باشگاه‌هایی که در آن بازی کرده‌است می‌توان به باشگاه فوتبال تراپانی اشاره کرد.